# Gaizka Saizar
Gaizka Sáizar Lekuona (Oyarzun, Guipúzcoa, 22 de julio de 1980) es un exfutbolista español. Jugaba de delantero centro o extremo por ambas bandas. Se formó en la cantera del Antiguoko, en la que permaneció hasta 1999.

## Clubes
| Club                          | País   | Periodo | Liga PJ (G) | Copa PJ (G) |
| ----------------------------- | ------ | ------- | ----------- | ----------- |
| C. E. Sabadell F. C.          | España | 1999/00 | 27 (0)      | —           |
| R. C. D. Espanyol "B"         | España | 2000/01 | 12 (1)      | —           |
| R. C. D. Espanyol "B"         | España | 2001/02 | 35 (9)      | —           |
| S. D. Eibar                   | España | 2002/03 | 6 (2)       | 2 (0)       |
| Club Gimnàstic de Tarragona   | España | 2002/03 | 20 (4)      | 0 (0)       |
| S. D. Eibar                   | España | 2003/04 | 32 (5)      | 4 (1)       |
| Levante U. D. "B"             | España | 2004/05 | 27 (7)      | —           |
| Levante U. D. "B"             | España | 2005/06 | 29 (8)      | —           |
| C. F. Ciudad de Murcia        | España | 2006/07 | 37 (8)      | 1 (0)       |
| Granada 74 C. F.              | España | 2007/08 | 20 (2)      | 2 (0)       |
| C. D. Tenerife                | España | 2008/09 | 3 (0)       | 1 (0)       |
| C. D. Tenerife                | España | 2009/10 | 4 (0)       | 1 (0)       |
| S. D. Ponferradina            | España | 2010/11 | 34 (11)     | 1 (0)       |
| Girona F. C.                  | España | 2011/12 | 15 (1)      | 1 (0)       |
| Real Racing Club de Santander | España | 2012/13 | 9 (0)       | 0 (0)       |
| Real Unión Club               | España | 2013/14 | 29 (4)      | 1 (1)       |
| Real Unión Club               | España | 2014/15 | 8 (0)       |             |
| C.D. Castellón                | España | 2015/16 |             | 2 (0)       |